# Byrsia buruana
Byrsia buruana är en fjärilsart som beskrevs av Van Eecke 1929. Byrsia buruana ingår i släktet Byrsia och familjen björnspinnare. Inga underarter finns listade i Catalogue of Life.